# Détain-et-Bruant
Détain-et-Bruant ist eine französische Gemeinde mit 142 Einwohnern (Stand 1. Januar 2022) im Département Côte-d’Or in der Region Bourgogne-Franche-Comté (vor 2016 Bourgogne); sie gehört zum Arrondissement Beaune und zum Kanton Longvic.

## Geographie
Détain-et-Bruant liegt etwa 27 Kilometer südwestlich von Dijon. Umgeben wird Détain-et-Bruant von den Nachbargemeinden Saint-Jean-de-Bœuf im Nordwesten und Norden, Ternant im Norden und Nordosten, Bévy im Nordosten und Osten, Collonges-lès-Bévy und Chevannes im Osten, Arcenant im Südosten, Fussey im Südosten und Süden, Bouilland im Süden sowie Antheuil im Westen und Nordwesten.

## Geschichte
1806 wurden Détain und Bruant zusammengelegt.

## Bevölkerung
| Jahr                       | 1962 | 1968 | 1975 | 1982 | 1990 | 1999 | 2006 | 2013 | 2019 |
| Einwohner                  | 84   | 74   | 67   | 72   | 91   | 107  | 102  | 147  | 143  |
| Quellen: Cassini und INSEE |      |      |      |      |      |      |      |      |      |

## Sehenswürdigkeiten
- Kapelle Nativitè-de-la-Vierge in Bruant